# (203) Pompeja
(203) Pompeja est un astéroïde de la ceinture principale découvert par C. H. F. Peters le 25 septembre 1879.
Son nom fait référence à la ville romaine de Pompéi, détruite dans une éruption volcanique en 79 apr. J.-C.

## Caractéristiques
Il s'agit de l'un des astéroïdes les plus rouges de la ceinture principale. (203) Pompeja et (269) Justitia ont une pente spectrale plus rouge que tout autre corps de type D, qui sont les objets les plus rouges de la ceinture d'astéroïdes, et similaires aux objets de classe RR et IR trouvés dans le système solaire externe parmi les objets transneptuniens et les centaures. Des matériaux organiques complexes seraient présents sur la couche superficielle de ces astéroïdes. Ils pourraient s'être formés à proximité de Neptune et avoir été transplantés dans la région de la ceinture principale au cours d'une phase de migration planétaire. En 2021, (203) Pompeja était le seul astéroïde très rouge connu parmi les ∼250 corps d'un diamètre supérieur à 110 km (c'est-à-dire probablement structurellement intacts) découverts dans la ceinture d'astéroïdes.